# ديموز (إزار)
ديموز هي بلدية في إزار في جنوب شرق فرنسا.